# 멜슨비 유물군
멜슨비 유물군(Melsonby Hoard)은 영국 노스요크셔주의 멜슨비 마을 근처 들판에서 금속 탐지기에 의해 발견된 철기 시대 유물군이다. 2021년 12월, 아마추어 금속 탐지사인 피터 헤즈(Peter Heads)가 이 유물을 발견하였으며, 더럼 대학교는 2022년에 히스토릭 잉글랜드로부터 자금 지원을 받아 해당 유적지를 발굴했다. 이 유물들은 로마 제국 시대의 것으로, 도자기, 무기, 바퀴 사용, 야금술, 신분 상징과 관련된 증거를 포함하고 있었다. 이 발견은 2025년 3월에 공개되었으며, 같은 시기 요크셔 박물관(Yorkshire Museum)에서 일시적으로 전시되었다.

## 발견
이 보물은 2021년 12월, 아마추어 금속 탐지사 피터 헤즈(Peter Heads)에 의해 잉글랜드 노스요크셔 멜슨비 마을 근처 들판에서 발견되었다. 헤즈는 자신의 발견을 보고했고, 이후 더럼 대학교의 고고학자들이 2022년 발굴을 진행했다. 발굴 작업은 대영박물관의 조언과 히스토릭 잉글랜드의 자금 지원을 받아 이루어졌다. 또한 사우샘프턴 대학교는 유물을 손상시키지 않기 위해 탐지 도구를 제공하며 발굴을 지원했다.
발굴된 유물에 대한 보고서는 지역 검시관에게 전달되었으며, 검시관은 1996년 보물법(Treasure Act 1996)과 2002년 보물(지정) 명령(Treasure (Designation) Order 2002)에 따라 해당 유물들이 보물로 인정된다고 판정했다.

## 중요성
참여한 과학자들은 이 보물이 국제적으로 중요한 유물이며, 현재까지 영국에서 발견된 철기 시대 금속 공예품 보물 중 최대 규모라고 평가했다. 이 보물은 로마인이 1세기경 남부 영국을 정복할 무렵에 묻힌 것으로 추정된다. 발견 장소는 철기 시대 힐포트인 스탠윅 요새(Stanwick Iron Age Fortifications) 근처에 위치해 있다.
2025년 3월까지 이 유물군에서 발견된 900개 이상의 유물 중에는 두 개의 장식된 큰 솥, 세 개의 의식용 창, 철제 거울, 개인 장신구, 정교한 조랑말 굴레, 재갈, 그리고 28개의 철제 타이어가 포함되어 있다. 이는 4륜 마차와 2륜 전차(총 7대 이상)를 사용했다는 증거를 제공한다. 한 덩어리로 부식된 대량의 유물은 아직 분리 및 분석 중이다. 유물의 재료로는 철, 구리 합금, 유리, 에나멜, 지중해 산호 등이 있다.
뚜껑이 있는 와인 혼합용 그릇으로 추정되는 솥 중 하나는 지중해 양식과 철기 시대 장식 양식이 혼합된 특징을 보인다. 많은 유물은 묻히기 전에 고의적으로 파손되거나 불태워진 것으로 보이며, 이는 소유자의 높은 신분을 과시하기 위한 의식의 일환으로 해석된다. 그러나 인골은 발견되지 않았다.
이 보물은 ‘예외적’이며, 영국의 철기 시대에서 이처럼 많은 수와 다양한 종류의 유물이 발견된 것은 매우 드문 일이다. 또한, 이는 강력한 엘리트 계층이 영국뿐만 아니라 유럽과 로마 세계와도 연결되어 있었음을 시사한다.

## 기금 모금 및 전시

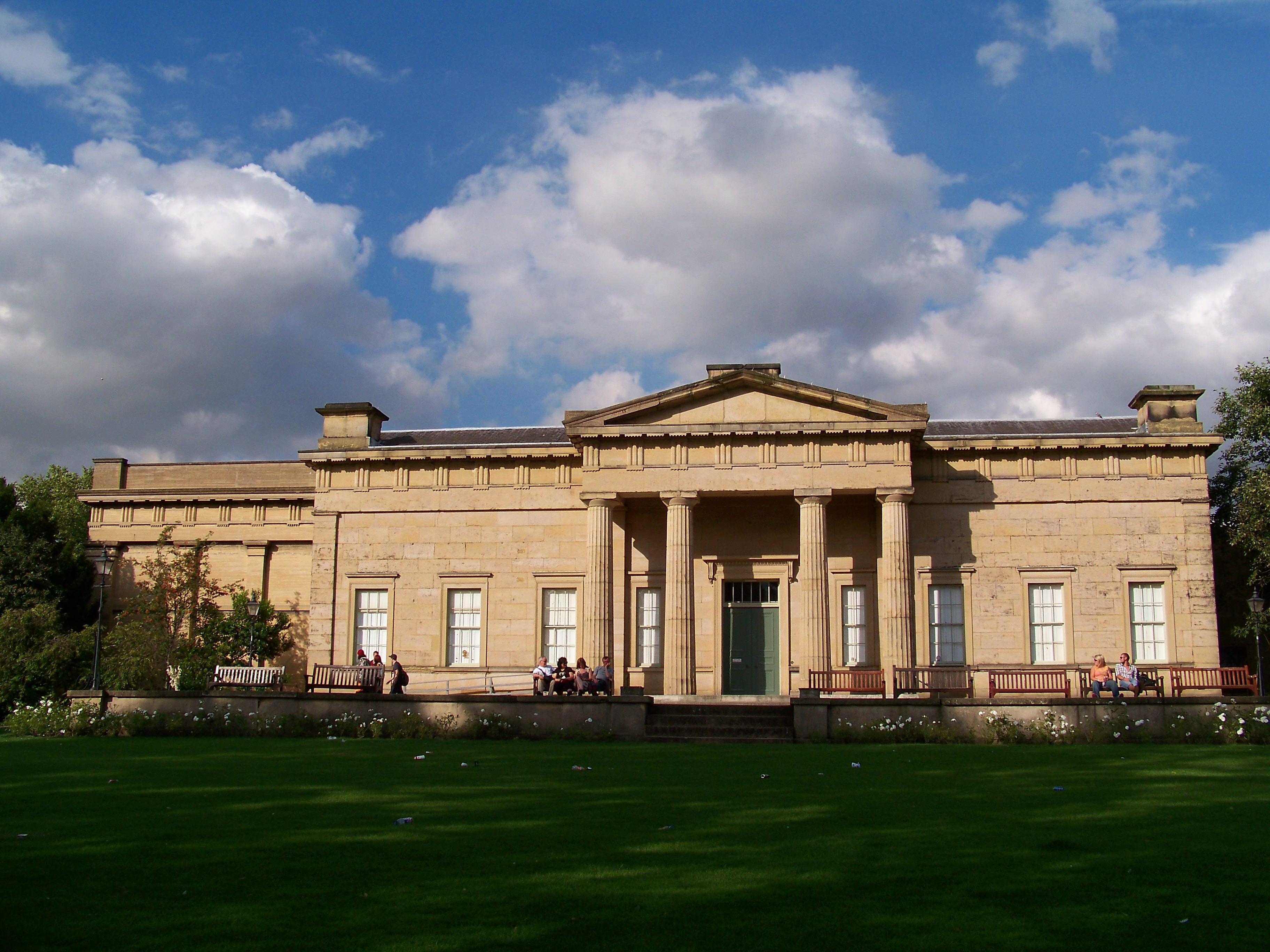
일부 보물이 보관되어 있는 요크셔 박물관(Yorkshire Museum)

요크셔 박물관은 2025년 3월, 이 보물을 위한 공개 전시를 위해 기금 모금을 시작했다. 목표 금액은 50만 파운드이며, 박물관은 이 보물을 구입하여 영구적으로 보존, 전시하고 개인 수집가나 해외 판매로부터 보호하고자 한다. 박물관은 3월 25일부터 일부 유물을 공개 전시하기 시작했다.
요크셔 박물관은 2025년 3월에 공개 전시회를 위한 필요한 기금을 모금하기 위한 대중 호소를 시작했다. 박물관은 50만 파운드의 목표를 가지고 보물을 구매하여 보존하고 영구 전시하며 개별 수집가나 국제 판매로부터 보호할 계획이다. 박물관은 3월 25일부터 소장품 중 일부 품목을 전시하기 시작했다.